# Walter Demarchi
Walter José Demarchi (São Bernardo do Campo, 10 de junho de 1939 – São Bernardo do Campo, 15 de dezembro de 2023)  foi um empresário e político brasileiro do Estado de São Paulo. Foi vereador e prefeito de São Bernardo do Campo e Deputado Estadual por São Paulo.

## Carreira política

### Vereador de São Bernardo do Campo (1977-1980)
Em 1976 foi eleito vereador de São Bernardo do Campo, pela Aliança Renovadora Nacional, sendo o segundo mais votado do pleito, com 3.972 votos, que representavam 2,86% dos votos válidos, ficando atrás apenas de Aron Galante, de quem mais tarde, em 1982 seria candidato à vice-prefeito .

### Vice-prefeito São Bernardo do Campo (1983-1989)
Em 1982 concorreu ao cargo de vice-prefeito de São Bernardo na chapa encabeçada por Aron Galante, do Partido do Movimento Democrático Brasileiro, Walter e Aron venceram em primeiro turno derrotando o ex prefeito Antônio Tito Costa e o então futuro prefeito (eleito em 1988) Maurício Soares, candidato da Sublegenda 1 do Partido dos Trabalhadores.

### Candidato à prefeito em 1988
Na eleição municipal de São Bernardo do Campo em 1988 foi candidato à prefeito pela primeira vez em sua carreira política, já pelo Partido Trabalhista Brasileiro, ficando em segundo lugar na disputa, tendo sido derrotado por Maurício Soares, candidato do PT. Walter terminou a eleição com 87.244 votos, que representaram 29,77% dos votos válidos.

### Deputado Estadual por São Paulo (1991-1992)
Em 1990 candidatou-se a Deputado Estadual por São Paulo, também pelo PTB, sendo eleito com 30.024 votos, 0,18% do eleitorado total do estado de São Paulo, durante sua atuação na Assembleia, Walter foi vice-líder do governo Fleury Filho.
Em 31 de dezembro de 1992 renunciou ao mandato de Deputado Estadual para assumir a prefeitura de São Bernardo do Campo a partir de 1.º de janeiro de 1993.

### Prefeito de São Bernardo do Campo (1993-1996)
Em 1992 foi eleito prefeito de São Bernardo do Campo, pelo PTB, tendo o ex-prefeito Tito Costa, do PMDB como seu candidato à vice-prefeito. Tito e Walter alcançaram a vitória com 125.562 votos, equivalentes à 39% do eleitorado total São Bernardense no referido pleito.
Entre os secretários de sua gestão estão pessoas que mais tarde tiveram relevância em âmbito federal, como o atual ministro da justiça e segurança pública Ricardo Lewandowski, que exerceu cargo de Secretário Municipal de Assuntos Jurídicos, William Dib, que mais tarde, além de prefeito, foi diretor da ANVISA, que respondia durante o governo de Walter pela Secretaria Municipal de Saúde.

## Morte
Walter morreu em 15 de dezembro de 2023, aos 84 anos, vítima de complicações de uma cirurgia para tratamento de uma fratura no fêmur, foi sepultado no cemitério da Vila Euclides, em São Bernardo do Campo. O presidente do Brasil, Luiz Inácio Lula da Silva publicou uma nota em suas mídias oficiais lamentando a morte de Walter.
Recebi com muita tristeza a notícia da morte do ex-prefeito de São Bernardo (SP), Walter Demarchi. Um amigo que dedicou parte de sua vida a funções públicas na cidade. Aos familiares e amigos, deixo registrado meus sentimentos.
Luiz Inácio Lula da Silva,
Presidente da República